# Scheidemehl
Der Begriff Scheidemehl bezeichnete früher das beim Schürfen oder Scheiden von Erzen entstehende Erzmehl oder Erzstaub.
Als Scheidemehl bezeichnete man auch eine Komponente von Ersatzsprengstoffen bestehend aus Calcium- und Magnesiumsilicat die zur Substitution des Sprengstoffs TNT in Deutschland während des Zweiten Weltkrieges eingesetzt wurden.